# Ove Høegh-Guldberg Hoff (officer)
 Der er flere personer med dette navn, se Ove Høegh-Guldberg Hoff (ingeniør).
Ove Høegh-Guldberg Hoff (født 6. september 1942 i Hellerup) er en dansk officer, bror til maleren Mogens Hoff.
Han er søn af professor, civilingeniør Ove Høegh-Guldberg Hoff og hustru pianist Karen Gabriel f. Gabriel Jensen. Hoff begyndte sin militære karriere som værnepligtig i Den Kongelige Livgarde i 1962. Derfra gik turen via sergent- og reserveofficersuddannelsen til uddannelse som A-officer ved Hærens Officersskole. Hoff blev han gardehusar og efter Taktisk Kursus ved Forsvarsakademiet fortsatte han ved Gardehusarregimentet som operationsofficer ved 1. Panserbataljon. I 1974 blev han adjudant for chefen for Østre Landsdelskommando, og i 1976 blev han optaget på generalstabskursus på Forsvarsakademiet. Frem til 1982 gjorde han tjeneste i Forsvarsstabens planlægningsstab, hvorefter han gjorde tjeneste i Forsvarsministeriet. 1985-88 var han tilbage ved Gardehusarregimentet, hvorefter han var lærer på Forsvarsakademiet og faggruppeleder for Operationer og Logistik. I 1990 blev han stabschef i Vestre Landsdelskommando, hvor Hoff bl.a. var ansvarlig for udviklingen af Hærens Operative Kommando. I 1992 blev han chef for Planlægningsafdelingen i Forsvarsstaben og året efter chef for Planlægningsstaben. I 1996 overtog han stillingen som chef for Jydske Division, men kort tid efter blev han udnævnt til generalløjtnant og indsat i stillingen som chef for Forsvarsstaben i forbindelsen med admiral Hans Jørgen Gardes død ved et flystyrt på Færøerne. 
Hoff var forsvarsstabschef fra 1996-2000 og havde kommandoen over NATO-hovedkvarteret i Danmark, den såkaldte Joint Command Northeast, med ansvar for samarbejdet med partnerlandene omkring Østersøen og for samarbejdet med danske, tyske og polske styrker. Samtidig varetog han hvervet som chef for Forsvarets Operative Styrker. Han blev pensioneret fra Forsvaret i 2002.
I årene 2002-09 har Ove Høegh-Guldberg Hoff været medlem af Dansk Røde Kors' folkeretsudvalg. Han har derudover været direktør for Hellerup Idrætsklub siden 2003.
Ove Høegh-Guldberg Hoff nedstammer på mødrende side i lige linje fra statsmanden Ove Høegh-Guldberg. Ove Høegh-Guldberg Hoff er gift og har tre børn. 
Ydermere er Ove Høegh-Guldberg Hoff en del af bestyrelsen i Copenhagen Sensor Technology A/S.

## Ordener
- Kommandør af 1. grad af Dannebrog (1999)
- Hæderstegnet for god tjeneste ved hæren
- Reserveofficersforeningen i Danmarks hæderstegn
- Oranje-Nassau Orden
- Uafhængighedsorden
- Ærestegn for Fortjenester